# Комбінаційний принцип Ріца
Комбінаційний принцип Ріца — основний закон спектроскопії, встановлений емпірично Вальтером Ріцем у 1908 році. Згідно з цим принципом все різноманіття спектральних ліній будь-якого елемента може бути представлено через комбінації якихось величин, які отримали назву терми. Спектроскопічне хвильове число (не плутати з хвильовим вектором k) кожної спектральної лінії можна виразити через різницю двох термів:
{\displaystyle {\overline {\nu }}={\frac {1}{\lambda }}=T_{n_{1}}-T_{n_{2}}};
Якщо зафіксувати {\displaystyle n_{1}} і перебирати всі можливі значення {\displaystyle n_{2}}, то вийде набір ліній, що називається спектральною серією. З комбінаційного принципу випливає, що різниця хвильових чисел двох спектральних ліній однієї і тієї ж серії атома дає хвильове число спектральної лінії якийсь інший серії того ж атома.
Наслідок комбінаційного принципа:
Різниця хвильових чисел двох спектральних ліній однієї і тієї ж серії атома дає хвильове число спектральної лінії якийсь іншої серії того ж атома.
Доведення:
Розглянемо дві спектральні лінії одної серії:
{\displaystyle {\overline {\nu }}_{12}=T_{n_{1}}-T_{n_{2}}}, {\displaystyle {\overline {\nu }}_{13}=T_{n_{1}}-T_{n_{3}}}
Нехай {\displaystyle {\overline {\nu }}_{12}>{\overline {\nu }}_{13}}, тоді {\displaystyle n_{2}>n_{3}\,}. Віднімаючи другу рівність з першої отримуємо
{\displaystyle {\overline {\nu }}_{23}={\overline {\nu }}_{12}-{\overline {\nu }}_{13}=T_{n_{3}}-T_{n_{2}},}.